# Gottenheim
Gottenheim (Alemannisch Gottene) ist eine Gemeinde im Landkreis Breisgau-Hochschwarzwald in Baden-Württemberg.

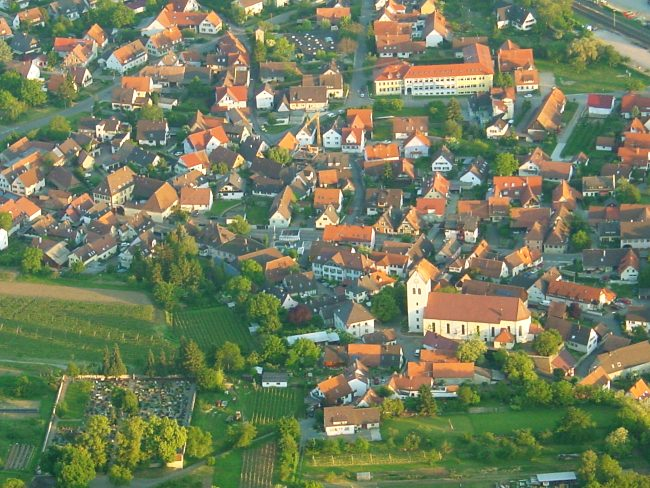
Luftbild von Gottenheim

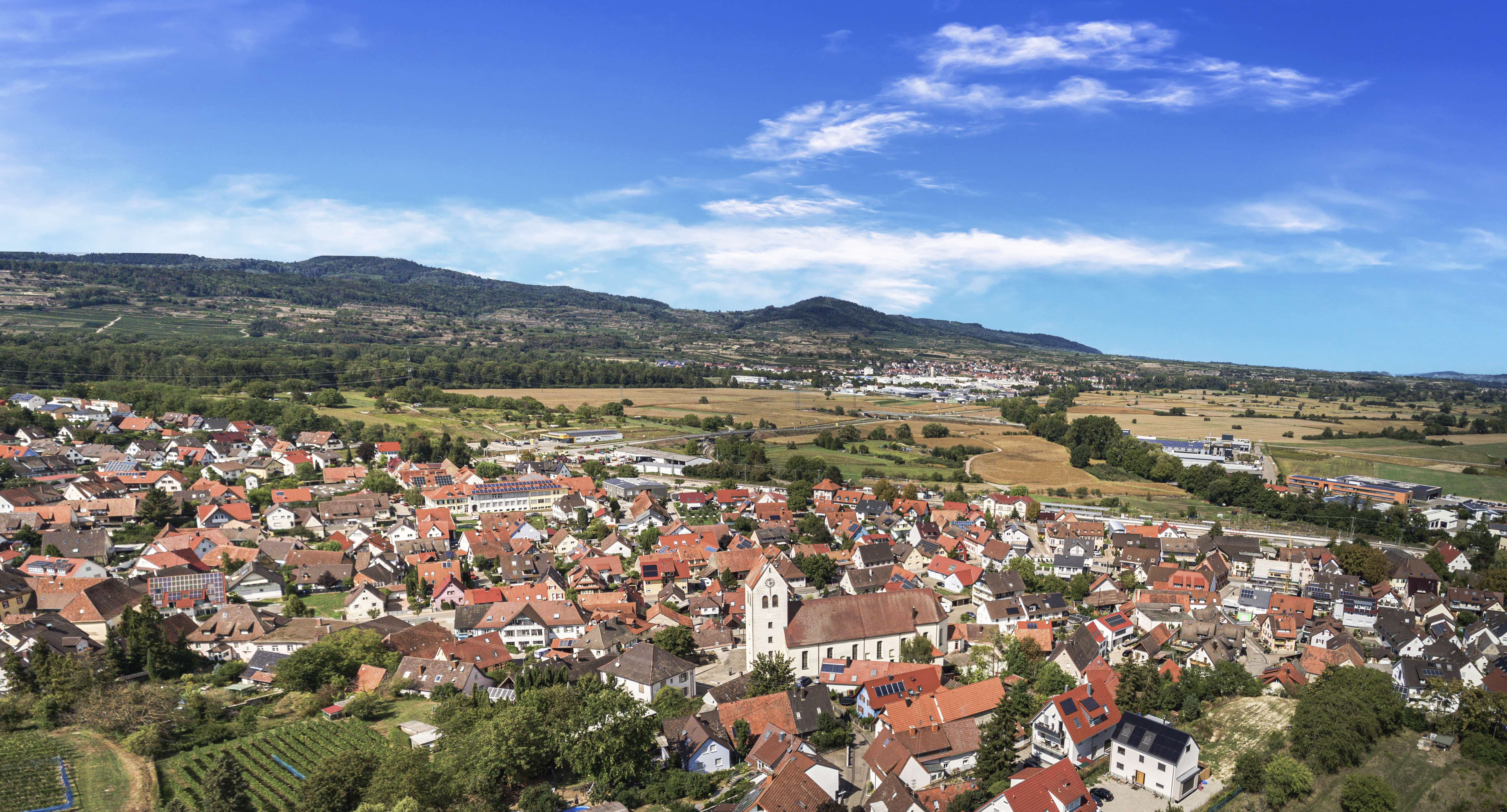
2022 Luftbild von Gottenheim

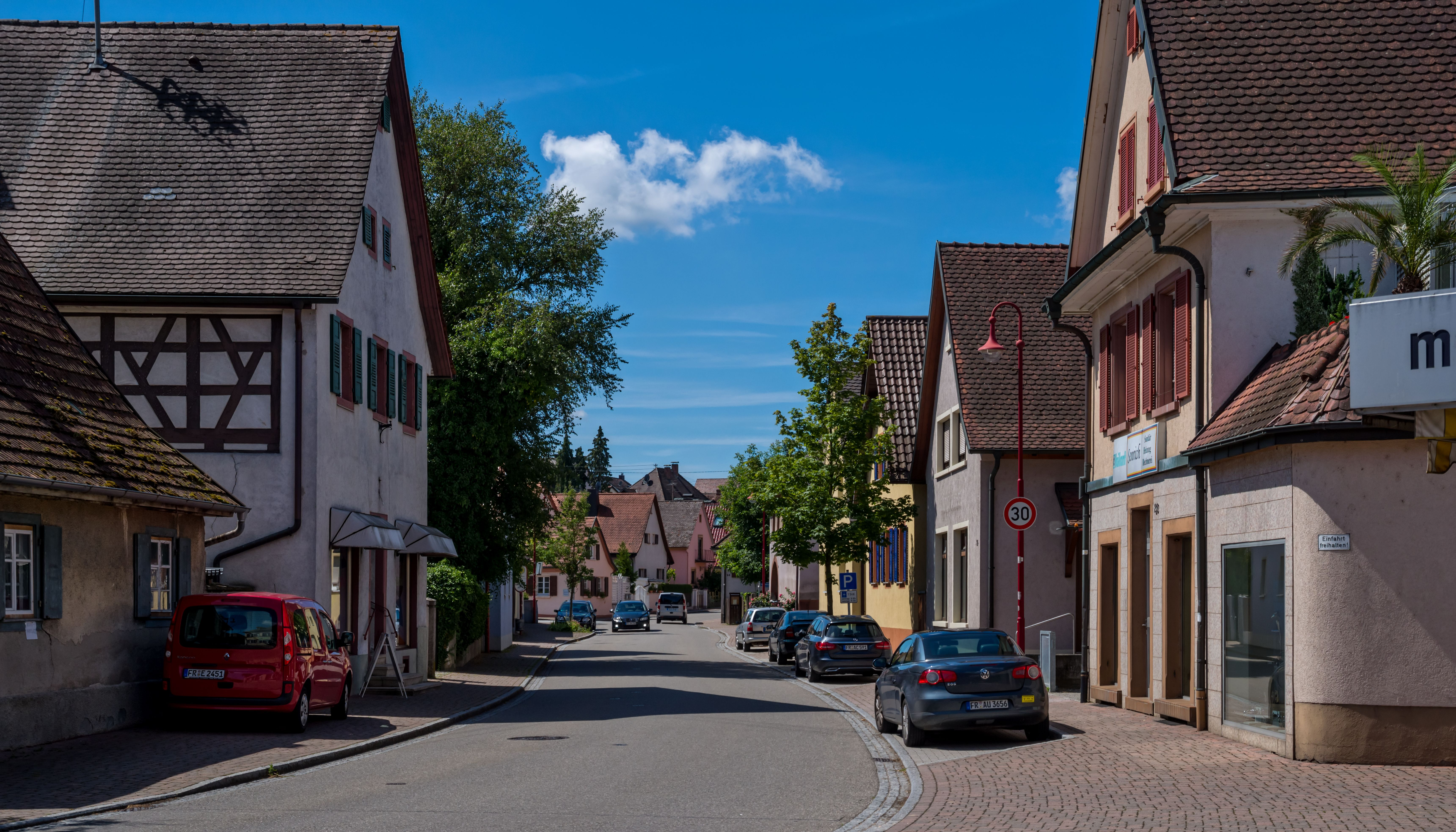
Ortsbild

## Geografie

### Geografische Lage
Der Weinbauort Gottenheim liegt in der Oberrheinischen Tiefebene an der Nordspitze des Tunibergs, zwischen Freiburg im Breisgau (15 km) und dem Kaiserstuhl.

### Gemeindegliederung
Inzwischen in der Gemeinde aufgegangen ist die Siedlung Siedlung. Dabei handelt es sich um eine kleine Ansammlung von Einfamilienhäusern, die Ende der 1930er-Jahre erbaut wurden. Sie verschmolz durch die Ausdehnung Gottenheims in der Nachkriegszeit räumlich mit dem Kernort, wozu besonders das Baugebiet Au beitrug.
Das unbebaute Gemeindegebiet ist in eine Anzahl benannter Fluren gegliedert.

### Nachbargemeinden
Im Süden grenzt Gottenheim an die Tuniberg-Ortschaften Waltershofen (Stadtteil von Freiburg im Breisgau) und Merdingen, westlich der Gemeinde liegen Ihringen (Ortsteil Wasenweiler) im Norden die Gemeinde Bötzingen und östlich die Gemeinden March (Ortsteil Buchheim) sowie Umkirch.

### Klima
|                        | Jan | Feb | Mär  | Apr  | Mai  | Jun  | Jul  | Aug  | Sep  | Okt  | Nov  | Dez |   |      |
| Mittl. Temperatur (°C) | 2,9 | 4,0 | 7,2  | 10,6 | 14,5 | 19,0 | 21,3 | 21   | 16,1 | 11,4 | 6,7  | 4,6 | ⌀ | 11,6 |
| Mittl. Tagesmax. (°C)  | 5,7 | 7,9 | 12,6 | 16,7 | 20,3 | 25   | 27,8 | 27,5 | 22,3 | 16,2 | 10,2 | 7,9 | ⌀ | 16,7 |
| Mittl. Tagesmin. (°C)  | 0,0 | 0,1 | 1,9  | 4,6  | 8,8  | 13,2 | 14,8 | 14,4 | 10,0 | 6,6  | 3,1  | 1,3 | ⌀ | 6,6  |
|                        |     |     |      |      |      |      |      |      |      |      |      |     |   |      |
| Niederschlag (mm)      | 45  | 43  | 37   | 77   | 96   | 76   | 53   | 53   | 45   | 49   | 66   | 36  | Σ | 676  |
|                        |     |     |      |      |      |      |      |      |      |      |      |     |   |      |
| Sonnenstunden (h/d)    | 1,5 | 3,4 | 4,9  | 6,2  | 6,6  | 8,2  | 8,9  | 7,8  | 6,4  | 3,7  | 2,1  | 2,4 | ⌀ | 5,2  |
|                        |     |     |      |      |      |      |      |      |      |      |      |     |   |      |
| Regentage (d)          | 20  | 12  | 14   | 15   | 13   | 13   | 12   | 11   | 10   | 13   | 14   | 14  | Σ | 161  |

| 0,0 |

| 0,1 |

| 1,9 |

| 4,6 |

| 8,8 |

| 13,2 |

| 14,8 |

| 14,4 |

| 10,0 |

| 6,6 |

| 3,1 |

| 1,3 |

| 0,0 |

| 0,1 |

| 1,9 |

| 4,6 |

| 8,8 |

| 13,2 |

| 14,8 |

| 14,4 |

| 10,0 |

| 6,6 |

| 3,1 |

| 1,3 |

## Geschichte
Gottenheim wurde 1086 in einer Urkunde des Klosters St. Georgen erstmals erwähnt. Der Vogt von Reichenau schenkte dem Kloster drei Parzellen Weinberg in der Gottenheimer Gemarkung.

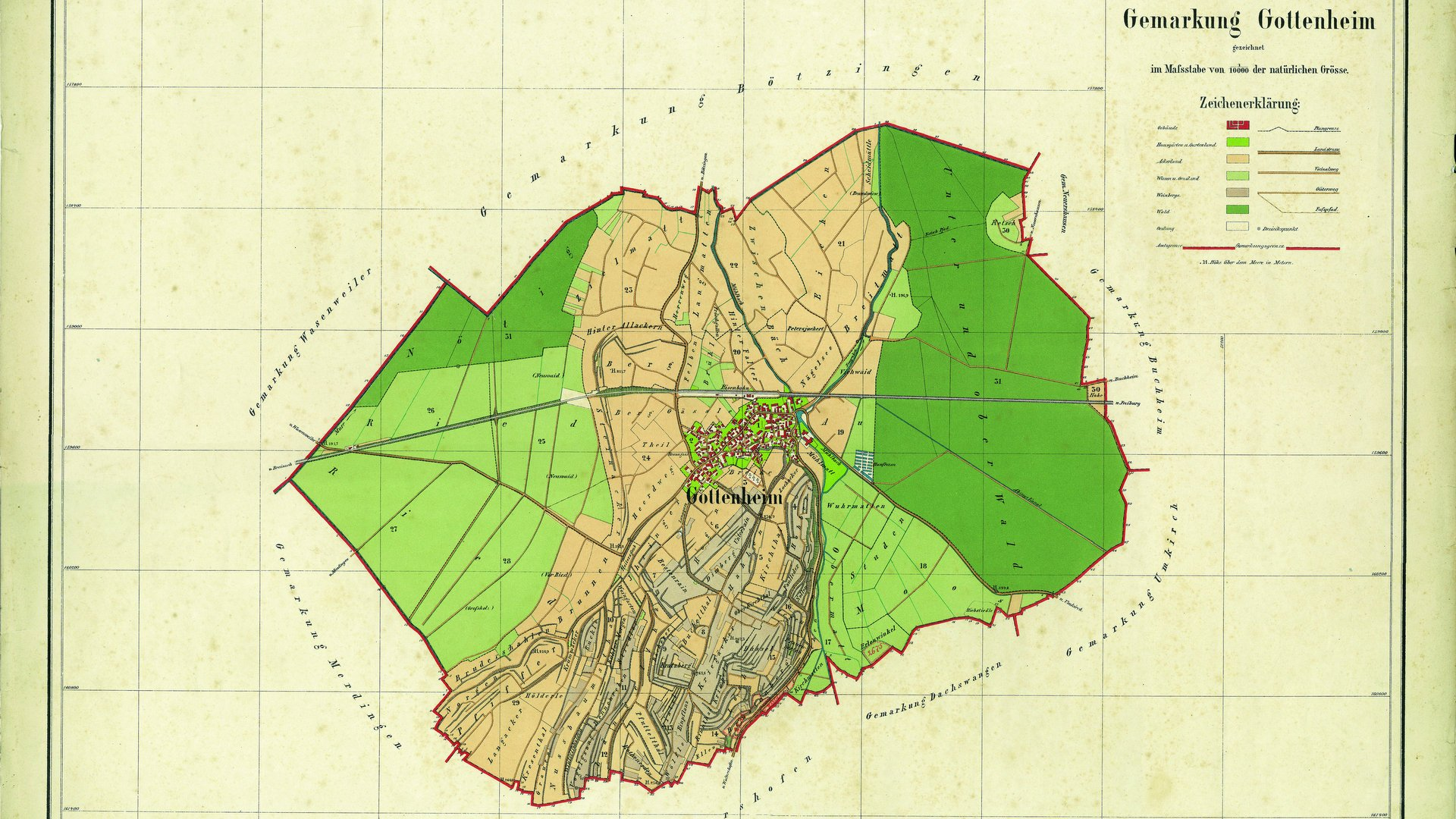
Gemarkungskarte von 1883 mit Flurnamen

In den Jahren 1350, 1564 und 1633 wurde Gottenheim von der Pest heimgesucht. In der Reformationszeit blieb der zu Vorderösterreich gehörende Ort katholisch. 1525 erhoben sich während des Bauernkriegs auch in Gottenheim Bauern gegen ihre Grundherren. Dieser Aufstand wurde aber schon im gleichen Jahr niedergeschlagen.
In der Zeit der Befreiungskriege, während derer auch von den Bewohnern des Breisgaus hohe Abgaben verlangt wurden, musste sich Gottenheim stark verschulden. Nach den Hungerjahren 1816 und 1817 folgte von 1850 bis 1855 eine weitere Zeit großer Teuerung und Hungersnot.
Im 19. Jahrhundert war der Anbau von Hanf von einiger Bedeutung. Als der Hanfpreis durch Einfuhr von italienischem Hanf drastisch sank – Folge des Baus der Gotthardbahn, ging man über zum Anbau von Tabak.
Im 20. Jahrhundert gewann der Weinbau größere wirtschaftliche Bedeutung und führte 1958 zur Gründung der Winzergenossenschaft Gottenheim.
Im Dezember 2010 wurde eine Partnerschaft zwischen Gottenheim und dem Freiburger Stadtteil Herdern besiegelt.

## Politik

### Gemeinderat

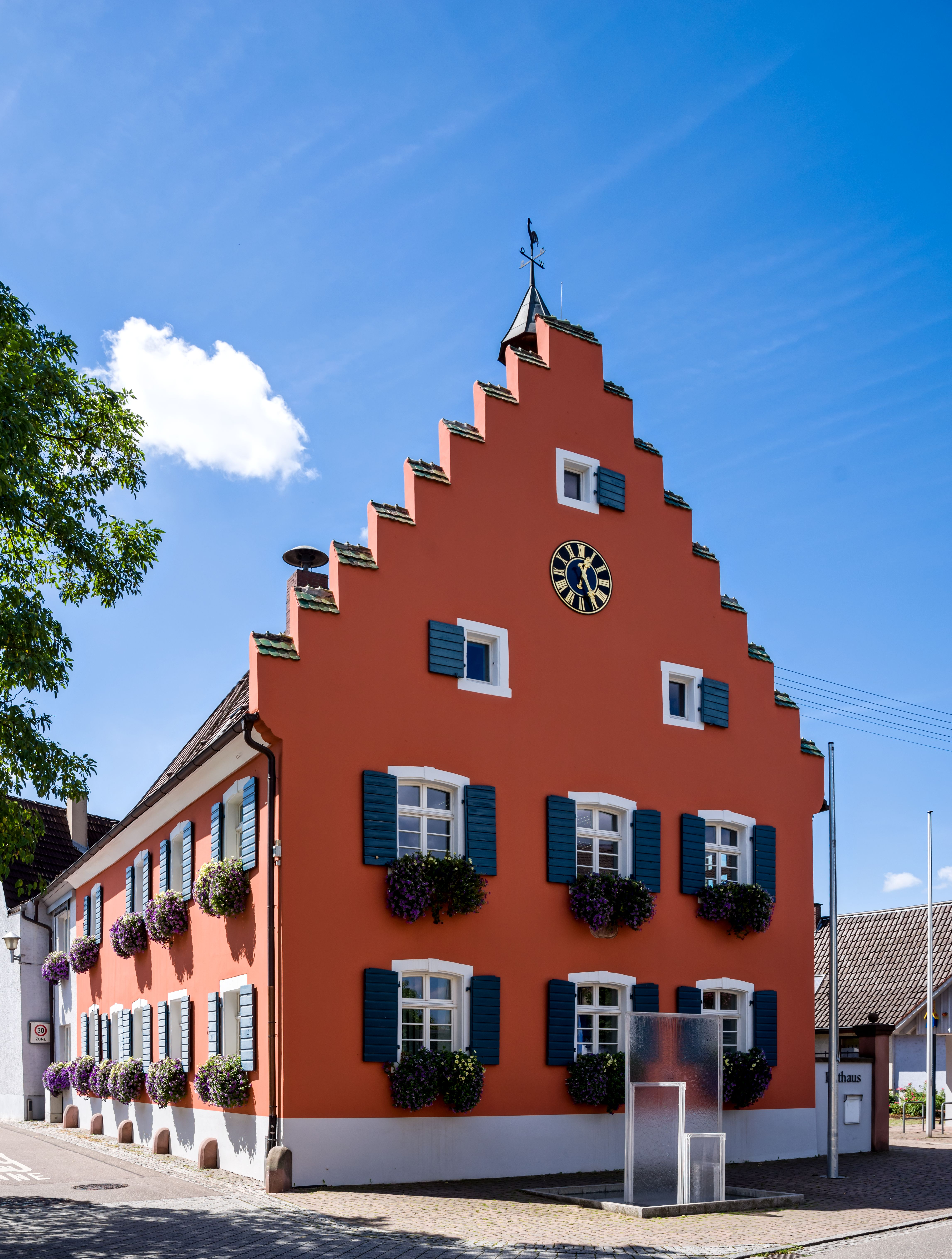
Rathaus Gottenheim

Die Kommunalwahl am 9. Juni 2024 führte bei einer Wahlbeteiligung von 72,6 % (+ 6,1) zu folgendem Ergebnis:
| Partei / Liste    | Stimmenanteil | +/− %p | Sitze | +/− |
| ----------------- | ------------- | ------ | ----- | --- |
| CDU               | 19,7 %        | ± 0,0  | 3     | + 1 |
| SPD               | 10,8 %        | − 4,6  | 1     | − 1 |
| FWG               | 25,3 %        | + 0,2  | 4     | + 1 |
| Frauenliste       | 16,2 %        | + 0,7  | 2     | ± 0 |
| Freie Bürgerliste | 17,0 %        | + 1,5  | 2     | ± 0 |
| LUST*             | 10,9 %        | + 2,1  | 1     | ± 0 |

* Liste Umwelt & Soziale Teilhabe

### Bürgermeister
Gottenheims Bürgermeister ist Christian Riesterer. Er wurde am 9. Februar 2014 im ersten Wahlgang mit 72,33 Prozent der gültigen Stimmen gewählt. Die Wahl war nötig geworden, da der bisherige Amtsinhaber Volker Kieber (amtierte von 2004 bis 2014) zum Bürgermeister von Bad Krozingen gewählt worden war. Am 6. Februar 2022 wurde Riesterer im ersten Wahlgang mit 95,58 Prozent der Stimmen für eine zweite Amtszeit wiedergewählt.

## Kultur und Sehenswürdigkeiten

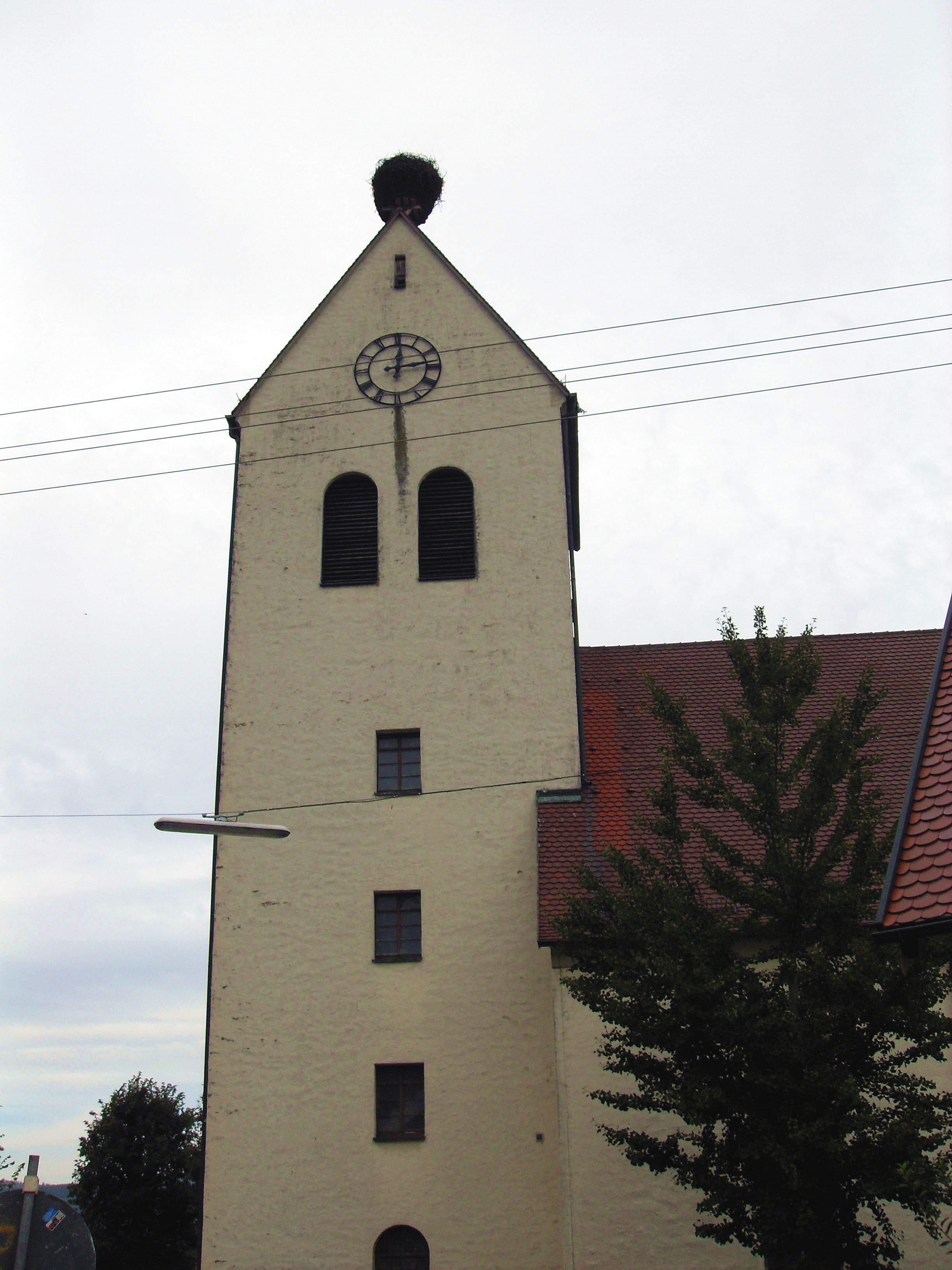
Kirche St. Stephan

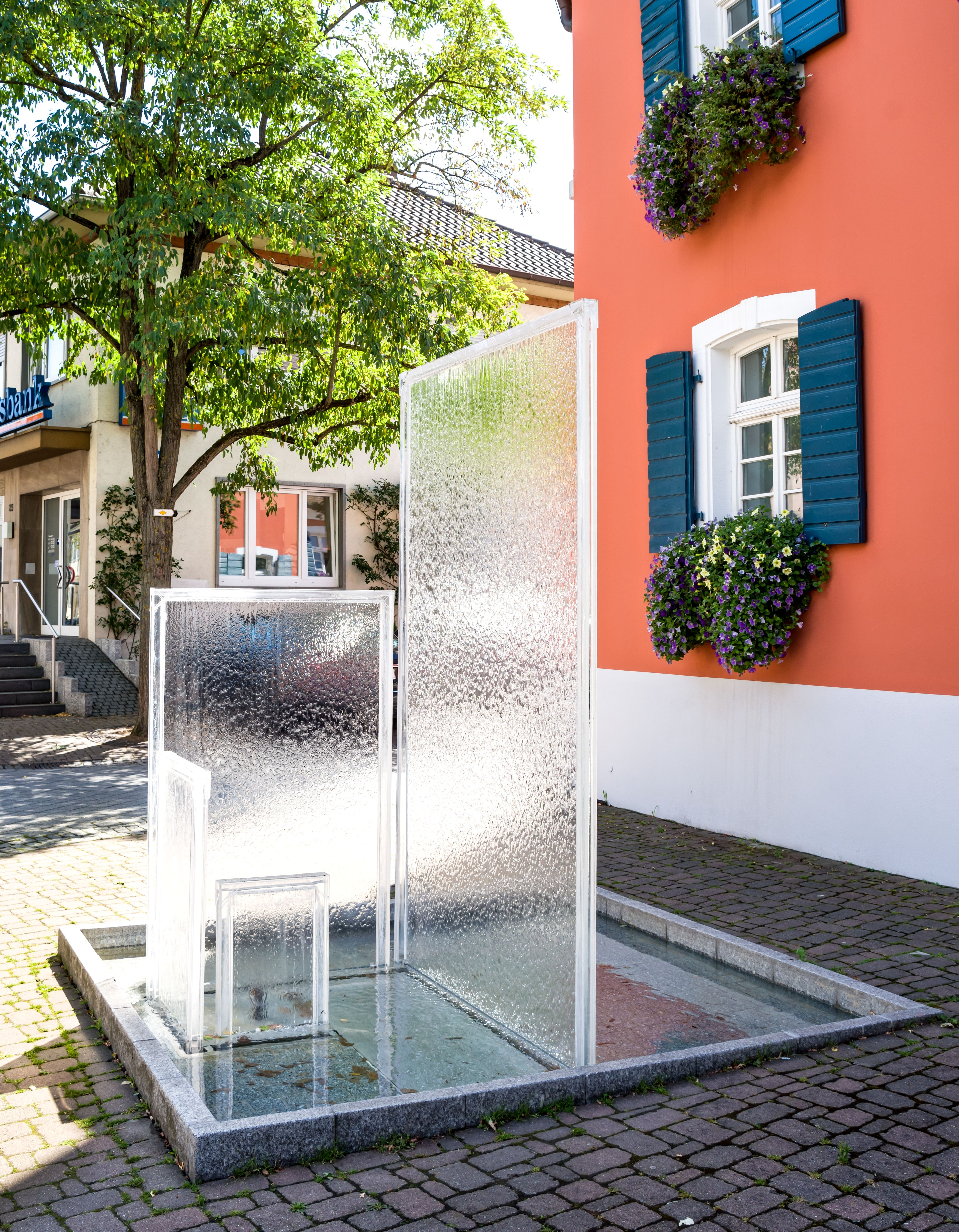
Wasserskulptur von Gerhard Birkhofer; die Größe der Elemente richtet sich nach der Fibonacci-Zahlenfolge

### Bauwerke
Die katholische Kirche St. Stephan ist das weithin sichtbare Wahrzeichen von Gottenheim. Darin u. a. berühmtes Bildnis des Gottenheimer Seitenaltars im Jahre 1892 von Johannes Cahn geschaffen. Es zeigt wie St. Gallus am Bodensee das Wort Gottes predigt.

### Grünflächen und Naherholung
Gottenheim hat einen gut erhaltenen „Alten Rebberg“ der nicht wie viele andere Rebenlandschaften in den 1960er und 1970er Jahren „flurbereinigt“ wurde. Hier befinden sich viele durch Handarbeit „gewachsene“ typische Kleinterrassen, schmale Feldwege und versteckte Böschungspfade. Auf der Rebhisli-Tour im alten „Gottemer Rebberg“ stehen beispielsweise mehr als 100 der sogenannten „Rebhisli“ (Weinberghütten).

### Regelmäßige Veranstaltungen
- Das Gottenheimer Wein- und Gassenfest (traditionell auch „Hahlerai-Fest“) findet alle zwei Jahre Anfang September statt. Es handelt sich dabei um ein gemütliches Gassenfest in liebevoll geschmückten Lauben und Winzerhöfen.
- Das Jahreskonzert des Musikvereins Gottenheim zu Beginn des Jahres ist das musikalische Highlight des Jahres in Gottenheim. Unter Leitung von Dirigent Andreas Thoman trägt der Musikverein anspruchsvolle Blasmusik vor.
- Die Gottenheimer „Rebhisli-Tour“: Die Winzergenossenschaft Gottenheim und das Gottenheimer Weingut Thomas Maurer sowie die benachbarte Winzergenossenschaft Waltershofen veranstalten jedes Jahr an „Christi Himmelfahrt“ bzw. „Vatertag“ gemeinsam die Gottemer Rebhisli-Tour.
- Kultur in der Scheune – Bürgerscheune Gottenheim

## Wirtschaft und Infrastruktur
Gottenheims Lage an den Hängen des Tunibergs im wärmsten Gebiet Deutschlands prädestiniert den Ort für den Weinbau. Schon die Römer bauten hier Obst und Wein an und in der ersten urkundlichen Erwähnung von Gottenheim ging es um Weinberge. Bis heute spielt der Weinbau eine maßgebliche Rolle in der Wirtschaft der Gemeinde. Von der Gemarkungsfläche von 873 ha sind 110 ha Rebfläche.

### Unternehmen
Aufgrund seiner verkehrsgünstigen Lage (Autobahn-, Eisenbahn- und S-Bahn-Anschluss, Nähe zur Großstadt Freiburg im Breisgau) haben sich in den letzten Jahren auch Unternehmen aus der Medizintechnik-, Elektronik- und Metallrecycling-Industrie angesiedelt.

### Verkehr

#### Bahnverkehr
Gottenheim wird durch die Breisacher Bahn (Freiburg–Breisach) sowie Kaiserstuhlbahn (Endingen am Kaiserstuhl–Riegel am Kaiserstuhl Ort–Gottenheim) an das überregionale Schienennetz angebunden. Durch die Elektrifizierung untersteht der gesamte Zugverkehr seit 2019 der Deutschen Bahn.

#### Radverkehr
Ab 2026 soll in Gottenheim eine Station des Fahrradverleihsystems Frelo entstehen. Weitere Stationen sind in Bötzingen, Umkirch und March geplant.
Durch eine Alltagsroute aus dem Radnetz Baden-Württemberg ist Gottenheim über Ihringen mit Breisach und in der anderen Richtung über Umkirch mit Freiburg verbunden.
Der Radschnellweg von Freiburg nach Breisach soll künftig entlang der Breisacher Bahn geführt werden und Gottenheim mit Hugstetten und Wasenweiler verbinden. Hierzu wurde im April 2022 eine Machbarkeitsstudie des Regionalverbandes vorgestellt.
Der Kaiserstuhlradweg führt einmal rund um den Kaiserstuhl und verbindet Gottenheim mit Bötzingen und Merdingen. Eine Verbindung von Gottenheim nach Waltershofen wird vor allem von Waltershofen aus schon lange gefordert.

#### Fernstraßen
Seit Herbst 2012 hat Gottenheim direkten Anschluss an die Bundesstraße 31-West, die in 4 km zur Bundesautobahn 5 (AS Freiburg-Mitte) führt.

## Persönlichkeiten
- Johann Nepomuk Gschwander, Pfarrer, 1877 zum Ehrenbürger ernannt[11]
- Max Grafmüller, Bürgermeister von 1885 bis 1905, 1932 zum Ehrenbürger ernannt[11]
- Rudolf Eyfrig (1911–2011), deutscher Physiker und Ionosphärenforscher, lebte mit seiner Familie bis zu seinem Tod in Gottenheim, wo er auch verstarb
- Hans Frick (* 1921), Anatom, Fachbuchautor und Hochschullehrer
- Ray Austin (1943–2024), britisch-deutscher Musiker, führte 1978 bis 1980 die Musik- und Kleinkunstkneipe „Halifax“ in Gottenheim
- Gerhard Birkhofer (* 1947), deutscher Bildhauer, Maler und Designer, lebt und arbeitet in Gottenheim